# Нільс Гольм
Нільс Гольм (швед. Nils Holm; нар. 30 жовтня 1969) — колишній шведський тенісист.
Найвищим досягненням на турнірах Великого шолома було 2 коло в парному розряді.

## Титули на челленджерах

### Парний розряд: (7)
| Ранг | Рік  | Турнір                  | Покриття | Партнер              | Суперники                        | Рахунок       |
| ---- | ---- | ----------------------- | -------- | -------------------- | -------------------------------- | ------------- |
| 1.   | 1990 | Женева, Швейцарія       | Ґрунт    | Генрік Гольм         | Браніслав Станкович Ріхард Вогел | 3–6, 7–5, 7–6 |
| 2.   | 1991 | Сан-Паулу, Бразилія     | Ґрунт    | Генрік Гольм         | Джон Леттс Том Мерсер            | 5–7, 6–4, 6–4 |
| 3.   | 1991 | Стамбул, Туреччина      | Тверде   | Генрік Гольм         | Джанлука Поцці Оллі Ранасто      | 5–7, 7–5, 6–4 |
| 4.   | 1993 | Брук, Австрія           | Ґрунт    | Ларс-Андерс Вальгрен | Елліс Феррейра Алексіс Гомбрехер | 0–6, 6–4, 6–4 |
| 5.   | 1993 | Фюрт, Німеччина         | Ґрунт    | Ларс-Андерс Вальгрен | Гірт Дзелде Габричідзе Володимир | W/O           |
| 6.   | 1993 | Схевенінген, Нідерланди | Ґрунт    | Ларс-Андерс Вальгрен | Якко Елтінг Паул Гаргейс         | 6–1, 6–2      |
| 7.   | 1997 | Ліппштадт, Німеччина    | Килим    | Генрік Гольм         | Фредрік Берг Рікард Берг         | 7–6, 7–6      |